# 케지아 존스
케지아 존스(Keziah Jones, 1958년 1월 10일 ~ )는 나이지리아의 싱어송라이터 겸 기타리스트다. 그는 그의 음악 스타일을 "블루펑크 (Blufunk)"라고 묘사하고 있는데, 이는 생 블루스 요소와 딱딱하고 엣지 있는 펑크 리듬 사이의 융합이다. 또한 요루바 음악과 소울 음악에 대한 그의 나이지리아 출신은 그의 사운드에 주요한 영향을 끼친 것으로 여겨질 수 있다.
그는 베이스 기타리스트의 슬래핑 주법과 비슷한 퍼커시컬한 오른손으로 연주하는 등 독특한 스타일의 기타 연주로 유명하다.

## 영향
케지아는 펠라 쿠티, 마일스 데이비스, 지미 헨드릭스를 중요한 영향으로 자주 언급한다.

## 개인 생활
케지아는 1994년 백인 나이지리아 가수 아쿠레 월과 결혼했지만, 1996년에 이혼했다.
2012년 1월 14일, 케지아는 하우와 무칸과 결혼했지만, 2013년 12월에 또 이혼했다.